# 坎貝爾港
坎貝爾港（Port Campbell，/pɔːt ˈkæmbəl/）是澳大利亞維多利亞州的一個海岸小鎮。據2006年澳大利亞人口普查，坎貝爾港有人口599人。坎貝爾港的歷史開始於1870年代。

## 外部連結
维基共享资源上的相關多媒體資源：坎貝爾港
- Port Campbell（页面存档备份，存于） - Official tourism website.
- Official Website for 12 Apostles Region of Victoria（页面存档备份，存于）